# Linnansaari (ö i Norra Österbotten)
Linnansaari är en ö i Finland.   Den ligger i kommunen Uleåborg i den ekonomiska regionen  Uleåborgs ekonomiska region  och landskapet Norra Österbotten, i den centrala delen av landet, 500 km norr om huvudstaden Helsingfors.